# Upplands runinskrifter 292
Upplands runinskrifter 292 är ett vikingatida runstensfragment av sandsten i Stora Vilunda, Hammarby socken och Upplands Väsby kommun. Runstensfragmentet är cirka 0,6 meter gånger 0,6 meter stort. Ristningen har med all sannolikhet utförts av Öpir.

## Inskriften
Translitterering av runraden:
...kaþfari ' litu ' rai-... ... ...luha ' faþur ...
Normalisering till runsvenska:
...fari letu ræi[sa] ... ...luga, faður ...
Översättning till nusvenska:
... fari läto resa [stenen efter Fu]lluge(?), [sin] fader ...